# Шарчев, Милош
Милош Шарчев (серб. Miloš Šarčev; родился 17 января 1964 года, Бечей, Югославия) — профессиональный югославский бодибилдер, тренер и актёр; известен своей превосходной мышечной пропорцией и симметрией.

## Биография
Родился в 1964 году в семье врачей. Отец был психиатром, именно он привёл Милоша в спорт, но до профессионального дебюта сына не дожил, умер в 1991 году. Сестра Милоша также стала врачом. Шарчев младший учился в Нови-Садском университете на факультете пищевых технологий.
В 1987 году Милош переехал в США, через два года выиграл титул «Мистер Вселенная» в полутяжёлом весе по версии WPF.
В 1991 году Шарчев стал профессиональным бодибилдером, он был первым атлетом из восточной Европы получивший профессиональную карту. Его всегда персонально приглашали участвовать в каждой «Олимпии», тем не менее он пропустил «Олимпии» 1995 и 1996 годов. На фоне Ятса и Диллета он смотрелся бледно, а набавлять массу известным всем путём он не хотел и Милош начал задумываться об уходе из соревновательного спорта. Это был тяжёлый период в жизни, ждать поддержки было не от кого.
Вскоре, после переезда семьи в США, в 1997 году жена Урсула покинула Милоша[уточнить].
В начале 1997 года пошли слухи, что ИФББ будет давить на судей, чтобы те поменяли критерии судейства в пользу симметрии и пропорциональности. А потом «балетный» Флекс Уилер одержал победу на трёх турнирах подряд и Шарчев понял: пришло его время! Первый же профессиональный турнир он выиграл. В мае 1997 года после 46 попыток на турнирах ИФББ Шарчев одержал первую в своей жизни профессиональную победу на турнире «Канада Про Кап». По его словам выиграл бы и второй, но на этот раз спортивная удача подвела — Милош стал вторым.
Милош рекордсмен по количеству профессиональных соревнований (более 70-ти), в которых он принял участие. Самой значимой победой в карьере стало первое место на «Торонто Про» в 1997 году.
До 1999 года он тренировался едва ли не каждый день и не получил за это время ни одной травмы. В июне 2000 года Милош неудачно ввёл себе препарат синтол, увеличивающий мышцы. В результате неудачных действий препарат попал прямо в вену. Спортсмен был госпитализирован в больницу и подключён к аппарату искусственной вентиляции лёгких. Спустя 48 часов его состояние стабилизировалось.
В 2003 году Шарчев завершил карьеру и стал тренером, вскоре он открыл свой тренажёрный зал в Фуллертоне, который получил название «Колизей» (закрыт в 2010 году).
В 2011 году Милош снял документальный фильм «Бери больше, Будь сильнее» (англ. Get Big, Get Cut), продюсер и режиссёр ленты — Алекс Арденти из «Арденти Филмз»(англ. Ardenti Films).

## Статистика
- Рост: 5 футов (ft) и 10+1/2 дюймов (in); 179 см;
- Вес: 230 фунтов (lb); 100 кг (соревновательный вес), 245 фунтов (lb); 111 кг (вес в межсезонье).

## История выступлений
- 1986 Мистер Югославия, 1
- 1987 Мистер Югославия, 1
- 1988 AAU Мистер Вселенная, в полутяжелом весе, 3
- 1989 WPF Мистер Вселенная, в полутяжелом весе, 1
- 1991 Гран-при Дании, 5
- 1991 Гран-при Англии, 9
- 1991 Гран-при Финляндии, 4
- 1991 Гран-при Италии, 7
- 1991 Гран-при Испании, 7
- 1991 Гран-при Швейцарии, 6
- 1991 Ниагарский водопад Про, 4
- 1991 Ночь чемпионов, 11
- 1991 Мистер Олимпия, без места
- 1991 Сан-Хосе Про, 3
- 1992 Арнольд Классик, 8
- 1992 Чикаго Про, 5
- 1992 Гран-при Англии, 8
- 1992 Гран-при Германии, 10
- 1992 Гран-при Нидерландов, 12
- 1992 Гран-при Италии, 10
- 1992 Айронмен Про, 6
- 1992 Ниагарский водопад Про, 4
- 1992 Ночь чемпионов, 5
- 1992 Мистер Олимпия, 16
- 1992 Питтсбург Про, 4
- 1993 Чикаго Про, 3
- 1993 Гран-при Англии, 5
- 1993 Гран-при Финляндии, 3
- 1993 Гран-при Франции (2), 3
- 1993 Гран-при Германии (2), 5
- 1993 Гран-при Испании, 4
- 1993 Ниагарский водопад Про, 3
- 1993 Ночь чемпионов, 5
- 1993 Мистер Олимпия, 11
- 1993 Питтсбург Про, 3
- 1994 Гран-при Англии, 8
- 1994 Гран-при Франции (2), 6
- 1994 Гран-при Германии, 4
- 1994 Гран-при Италии, 4
- 1994 Гран-при Испании, 4
- 1994 Мистер Олимпия, 13
- 1995 Кубок Канада Про, 3
- 1995 Хьюстон Про, 5
- 1995 Ниагарский водопад Про, 4
- 1995 Ночь чемпионов, 6
- 1996 Кубок Канада Про, 3
- 1996 Флорида Про, 3
- 1996 Ночь чемпионов, 4
- 1997 Кубок Канада Про, 1[5]
- 1997 Гран-при Чехии, 8
- 1997 Гран-при Англии, 8
- 1997 Гран-при Финляндии, 8
- 1997 Гран-при Германии, 7
- 1997 Гран-при Венгрии, 7
- 1997 Гран-при России, 7
- 1997 Гран-при Испании, 9
- 1997 Ночь чемпионов, 2
- 1997 Мистер Олимпия, 10[4]
- 1997 Торонто Про, 1[4][6]
- 1998 Гран-при Финляндии, 5
- 1998 Гран-при Германии, 5
- 1998 Ночь чемпионов, 11
- 1998 Мистер Олимпия, 11[7]
- 1998 Сан-Франциско Про, 5
- 1998 Торонто Про, 7
- 1999 Арнольд Классик, 5
- 1999 Гран-при Англии, 5
- 1999 Айронмен Про, 2
- 1999 Ночь чемпионов, 5
- 1999 Мистер Олимпия, 10
- 1999 Торонто Про, 2
- 1999 World Pro Championships, 5
- 2001 Ночь чемпионов, 10
- 2001 Торонто Про, 7
- 2003 Гран-при Венгрии, 6
- 2003 Ночь чемпионов, 9

## Про рейтинг
- Рейтинг мужчин профессионалов IFBB[англ.] по бодибилдингу 1998 года (10.06.1998) — 21 место.

## Личная жизнь
Был женат на бывшей модели и бодибилдирше Миламар Флорес. У них есть дочь Александра. Жил на юго-западе Калифорнии в городе Темекьюла. Имеет гражданство США.
В 2013 году вернулся в Сербию, где открыл персональную фитнес-студию в Белграде.
В апреле 2014 года женился на модели Мае Крстич.

### Комментарии
1. ↑  Имя иногда ошибочно транскрибируют как Сарцев или Сарчев.